# 人間の権利
『人間の権利』（にんげんのけんり、英: Rights of Man）は、エドマンド・バークの『フランス革命の省察』に対する返答として、1791年にトマス・ペインが著した書である。フランス革命を擁護するものとして翻訳されているが、自由思想と人間の平等を具体的に体系化した著作でもある。この考えが断片的に伝えられているため、この本は多少未完成になっている。ペインの全体的な取り組み方に欠けるのは、この本が2部に分かれていることに帰することができる。

## 構成
2部に分かれており、原典では、バークに対する直接的な反論を展開している第1部の長い本文に、章立てがなされていないため、後世の各出版社・翻訳者は、読者に配慮して、それぞれ独自に、内容ごとに分割・章立てしたりもしている。
- 第1部
  - アメリカ合衆国大統領ジョージ・ワシントンに捧ぐ
  - イギリス版序文
  - フランス版序文
  - 本文
- 第2部
  - ラファイエット氏に
  - 序文
  - 序論
  - 第1章 社会と文明について
  - 第2章 現在の旧政府の起源について
  - 第3章 新旧の統治制度について
  - 第4章 憲法について
  - 第5章 ヨーロッパの状態を改善する方法と手段

## 思想的背景

### ジョン・ロックと啓蒙思想運動
人間の権利にある思想の多くは、啓蒙時代の思想に由来する。ジョン・ロックの『統治二論』第二部は特に権利の起源を自然に帰するペインに影響を与えた。ペインが強調するのは、人間の権利が法律に帰する故にいかなる憲章により保障されるものではないし、無効にもなり得るものであり、そのような状況で特権を縮小することになる点である。
ペインは言う。

憲章が権利を与えるというのは、言葉のこじつけである。権利を失うという逆の効果を生み出すものである。「権利は本質的に住民全ての内にあるが、多数意見で人間の権利を無効にすることで憲章は僅かな者の手で排除することで権利を奪ってしまう。こうした連中は、不正の機械である。」

「従って事実は個人自身が自分の人格と尊厳それぞれの中でお互いに政府を創造する契約に携わり、権利が政府を作る権利という唯一の状態であり、人々が存在する権利における唯一の原理である。」

ペインによると、政府のただ一つの目的は、全ての人に固有の反駁できない権利を擁護することである。したがって国民に利益を齎さない制度は全て王政（貴族）や軍事組織を含めて違法なものである。

### アメリカ合衆国史
ペインの主張は、用語に多少の違いはあるが、アメリカ独立宣言にも見られる。

## ペインの論調の基本
フランス人権宣言はペインの思想を最も良く表しているといえる。
1. 人は生まれながらにして、自身の権利に関して、自由にして平等である。
2. あらゆる政治結社の目的は、生まれながらにして奪うことのできない人間の権利の保護であり、その権利とは、自由、所有、安全、圧制に対する抵抗である。
3. 人民は本質的にあらゆる主権の源である。

上記の3点は、アメリカ独立宣言の「自明の真理」に近い。

## フランス革命に関する見解への返答

### 貴族制と民主主義
『人間の権利』は本来バークの提唱する世襲政治の観念に反対するものである。バークの保守的な権力観は、人民の独裁政治が堕落した人間本性により必要とされるとする概念の根幹を成すものである。真の民主主義に疑念を抱く者と同じく確固とした信念で貴族制を支持する者として、バークは多数派を占める貧民が貧困が閉鎖的な少数派の豊かな貴族に支配されるなら社会は本当に安定するであろうと示唆した。バークによると、富や宗教上の権力を法定相続することで閉鎖的な上流階級の権力行使が保証される。
ペインはバークを痛烈に批判して皮肉を込めたユーモアでバークの論点を論駁している。ペインはバークが先祖代々正しいとされてきた主張を糾弾し、バークの言うことを最も攻撃するに値するとしている。

### 世襲制
『フランス革命に関する省察』でバークは貴族政治の起源をオレンジのウィリアムとメアリーとその継承者を真のイングランド支配者とする議会の決議に正当性を求めている。ペインは君主制の起源を、1688年に遡るべきではなく、ウィリアム1世がイングランドの支配を強奪した1066年に遡るべきだ、と断言した。ペインが言うには、バークの主張は先例と伝統に対する訴えが単に元々アングロサクソンが持つ自由権を拒否する侵略者に対する訴えに過ぎないゆえに無効であるとしている。

### 人間の権利とイングランド政府における改革
ペインはイングランド政府の改革を訴えてこの本を終えている。最初の要求は、国民議会で作られたものだがアメリカを理想とした英語の正文法の憲法である。更にあらゆる貴族の称号の排除を提案し、「家族の専制政治」とペインが呼ぶ体制に必然的になる長子相続制としてのそのような不公平な慣習を除外することになる民主主義を求めている。フランスやアメリカとの同盟関係や戦争により起こり得る事態に値する予算を求めている。貧民に対する大幅な減税と貧民の教育に対する補助金による経済改革も提案している。最後に一種の「累進課税」を求め、バークが労働者階級や貧民に課税して貴族は軽減しようとしたことを拒否し資産家に増税することを訴えた。

### 献呈の辞
ペインの影響は、18世紀の2つの大革命に影響を与えた。『人間の権利』は、アメリカとフランスの革命で重要な役割を果たしたワシントン将軍とラファイエットに捧げられている。トーマス・エジソンはペインをアメリカ独立戦争の真の父の一人とみなし、「アメリカの解放を可能にした点でワシントンに匹敵する人物であった。ワシントンが実行したことは、ペインが考え書いたことである。」と言った。

## 影響
個人の人権に関する考え方に従って、フランス人が君主の処刑を求めると、ペインは君主はアメリカに亡命しそこで生きるために働くことを提案した。この提案は無視され、ロベスピエールは君主を収監し死刑を宣告した。
フランス革命が起こると、フランス語が分からないにもかかわらずすぐに国民会議に選出されることになるフランスに行った。この時のイングランド出国は、人間の権利の出版がペインが欠席裁判を受け国王に対する名誉毀損で有罪判決を受けた国でそのような熱狂的賞賛を引き起こしたことによる偶然の出来事であった。
トマス・ペインはただ一人人間の権利を主唱したわけでもそのような本を書いたわけでもない。労働者階級の急進派トマス・スペンスは、イングランドでこの言葉を使った一人である。1775年の講義は（通常「人間の権利」という題が付けられ後「幼児の権利」に収められた）、ペインに対して幾つかは原始共産主義であると主張している。

## 翻訳
- 西川正身訳『人間の権利』、岩波文庫、1971年
- 角田安正訳『人間の権利』、光文社古典新訳文庫、2025年